# Modern Times (Bob Dylan)
Modern Times is een album, uitgebracht op 28 augustus 2006, van de Amerikaanse zanger Bob Dylan. Het is het eerste studioalbum van Dylan in vijf jaar en kenmerkt zich door een nadruk op de blues. Door muziekrecensenten is het album over het algemeen zeer goed ontvangen.

## Inhoud
Het nummer Nettie Moore staat op plaats 83 in Rolling Stone's lijst van 100 beste Dylannummers. De tekst bevat regels uit de folktraditional Moonshiner en uit Gentle Nettie Moore, een nummer uit 1857 van Marshall Pike en James Lord Piermont. Desondanks spreekt het blad van een van Dylans persoonlijkste liedjes ooit, met als verteller de leider van een 'cowboy band' die naar zijn geliefde thuis verlangt die hem zal helpen om te gaan met zonde, misleiding, onafgemaakte zaken en slechte vrouwen.

## Track Listing
1. "Thunder on the Mountain" - 5:55
2. "Spirit on the Water" - 7:42
3. "Rollin' and Tumblin'" - 6:01
4. "When the Deal Goes Down" - 5:04
5. "Someday Baby" - 4:55
6. "Workingman's Blues #2" - 6:07
7. "Beyond the Horizon" - 5:36
8. "Nettie Moore" - 6:52
9. "The Levee's Gonna Break" - 5:43
10. "Ain't Talkin'" - 8:48